# コンスタンティン・フォン・リヒテンシュタイン (1911-2001)
コンスタンティン・フランツ・ニコラウス・カール・ハインリヒ・ダゴベルト・アントン・フォン・パドゥア・イルデフォンス・マリア・フォン・ウント・ツー・リヒテンシュタイン（Prinz Constantin Franz Nikolaus Karl Heinrich Dagobert Anton von Padua Ildefons Maria von und zu Liechtenstein, Graf zu Rietberg, 1911年12月23日 ウィーン - 2001年3月28日 グラープス）は、リヒテンシュタインの侯子。1948年サンモリッツオリンピックのアルペンスキー競技にリヒテンシュタイン代表で参加した。
リヒテンシュタイン侯子ヨハネスと伯爵令嬢マリッツァ・アンドラーシの間の第4子・四男。ウィーンのショッテン中等教育学校で学んだ。1941年3月18日にウィーンにてマリア・エリーザベト・フォン・ロイツェンドルフ（1921年 - 1944年）と結婚したが、妻は1944年9月10日のウィーン空襲で死亡した。1945年リヒテンシュタイン領内に移り住んだ。1948年サンモリッツオリンピックではアルペンスキーのリヒテンシュタイン代表選手となり、ダウンヒル競技では5時間04分01秒のタイムでゴールし、99位となった。1977年1月10日ファドゥーツで、伯爵令嬢イロナ・エステルハージ・デ・ガランタ（1921年 - 2009年）と再婚した。死後、ファドゥーツの侯爵家霊廟に葬られた。
最初の妻との間に1女があった。
- モニーカ・マリア・テレジア・エリーザベト（1942年 - ） - 1960年11月25日ウクライナ・ユダヤ人出身のブラジルの実業家アンドレ・ジョルダン（ポルトガル語版）と結婚、間に2男をもうけ1969年離婚

## 引用・脚注
1. ↑  LOSV: Olympic History Liechtenstein (Memento vom 12. Juni 2009 im Internet Archive)
2. ↑  geocities.com: Genealogy of the Princely Family of Liechtenstein (Memento vom 4. September 2013 im Webarchiv archive.today)